# ま行
ま行（まぎょう）とは、日本語の五十音図における7番目の行である。ま、み、む、め、もが含まれる。どの仮名も子音と母音からなる1音節または1モーラを表す。
ま行の音の子音はいずれも両唇鼻音/m/である。子音が有声音であるため、濁音は存在しない。拗音「みゃ」「みゅ」「みょ」は、「み」の頭子音（口蓋化した両唇鼻音[mʲ]）と母音「あ」「う」「お」を組み合わせた音である。
なお「みゅ」の音については、和語や漢語で用いられる例はほとんどなく、ほぼ外来語専用の音であると言ってさしつかえない。